# Ryszard Chodynicki
Ryszard Chodynicki (ur. 22 lutego 1947 w Polanowie) – polski polityk, samorządowiec i nauczyciel akademicki, pułkownik Wojska Polskiego, poseł na Sejm IV kadencji.

## Życiorys
W 1971 ukończył Wyższą Szkołę Oficerską Wojsk Inżynieryjnych we Wrocławiu. Studia kontynuował w Moskwie na Akademii Inżynieryjnej. W 1997 obronił doktorat z zakresu nauk wojskowych na Akademii Obrony Narodowej na podstawie pracy pt. Doskonalenie systemu edukacji obronnej Rzeczypospolitej Polskiej z wykorzystaniem doświadczeń innych państw. Został adiunktem w Kujawskiej Szkole Wyższej we Włocławku.
Pełnił służbę wojskową, m.in. w Libanie w 1977. Osiągnął stopień pułkownika. W latach 1994–1998 był prezydentem Włocławka, następnie do 2001 przewodniczącym rady miasta Włocławka.
Należał do Polskiej Zjednoczonej Partii Robotniczej. Następnie bezpartyjny, dwukrotnie kandydował do rady Włocławka z listy Sojuszu Lewicy Demokratycznej. W 1999 przystąpił do Socjaldemokracji Rzeczypospolitej Polskiej, która w tym samym roku współtworzyła partię SLD. 23 września 2001 uzyskał mandat posła na Sejm RP IV kadencji z ramienia SLD z okręgu toruńskiego. W 2002 został wykluczony z partii i klubu parlamentarnego w związkiem ze startem w wyborach samorządowych na stanowisko prezydenta Włocławka bez zgody ugrupowania. Działał później w Partii Ludowo-Demokratycznej i Stronnictwie Gospodarczym. Został prawomocnie uznany przez sąd lustracyjny za kłamcę lustracyjnego. Wyrok ten został utrzymany przez Sąd Najwyższy. 4 października 2004 utracił w związku z tym mandat poselski (posłem w jego miejsce został Mirosław Krajewski).
W 2006 bez powodzenia kandydował na prezydenta i radnego Włocławka z lokalnego komitetu. W 2018 był kandydatem do rady miejskiej z listy koalicji SLD Lewica Razem.